# Spitakavor

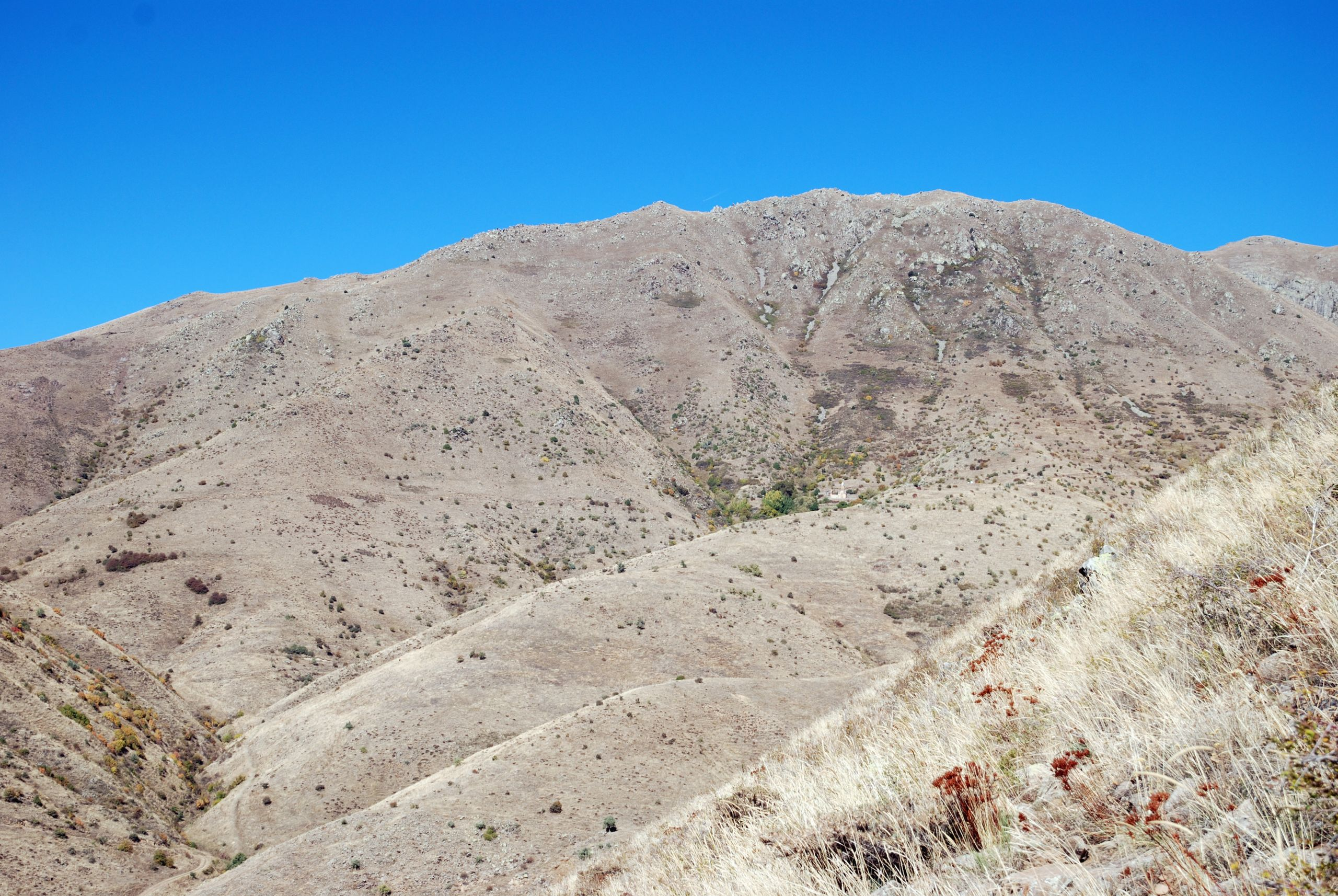
Spitakavor, abgelegene Einsiedelei am Hang des Teksar-Bergmassivs.

Spitakavor (armenisch Սպիտակավոր վանք), andere Umschrift Spitakawor, aserbaidschanisch Gülvank, ist ein ehemaliges Kloster der Armenisch-Apostolischen Kirche in der südarmenischen Provinz Wajoz Dsor. In einsamer Lage in den Bergen nördlich der Provinzhauptstadt Jeghegnadsor blieben die 1321 datierte Muttergotteskirche (Surb Astvatsatsin), ein Vorhof und ein Glockenturm erhalten.

## Lage
Koordinaten: 39° 49′ 47″ N, 45° 21′ 48″ O
Von Jeghegnadsor führt eine Nebenstraße nach Norden durch den höher gelegenen Vorort Gladzor und weiter durch das Dorf Wernaschen. Die Asphaltstraße biegt am oberen Ortsausgang nach Südosten ab und erreicht nach fünf Kilometern das ehemalige Kloster Tanahat mit zwei erhaltenen Kirchen aus dem 13. Jahrhundert. Kurz vor der Abbiegung, fünf Kilometer von Jeghegnadsor entfernt auf 1540 Metern Höhe, zweigt am Gladzor-Museum ein schlechter Fahrweg links Richtung Norden ab, der einem halben Kilometer durch verstreute Gehöfte unter Bäumen führt und sich danach in einer freien Talsenke gabelt. Der beschilderte Fahrweg links führt in neun Kilometern nach Spitakavor. Der Fahrweg geradeaus folgt zunächst dem Bach bis zu einem kleinen Damm auf der rechten Seite. Gleich hinter dem Damm wendet er sich in einer Spitzkehre nach links steil den Hügel hinauf. Der Fußweg beginnt am Ende der Spitzkehre rechts und erreicht stets auf der linken Seite des Tals dem Bach folgend nach insgesamt sechs Kilometern das etwa 2130 Meter hoch am Hang des Teksar-Bergmassivs gelegene Kloster. Die anfangs von steilen Basaltfelsen eingerahmte Schlucht wird später breiter und bietet Platz für einige Behausungen aus Feldsteinen auf den Sommerweiden der Schaf- und Rinderherden unterhalb des Klosters. Knapp zwei Kilometer weiter nordöstlich auf einer etwa 2350 Meter hohen Bergspitze liegt die Festungsruine Proschaberd (Boloraberd) aus dem 11. Jahrhundert.

## Geschichte

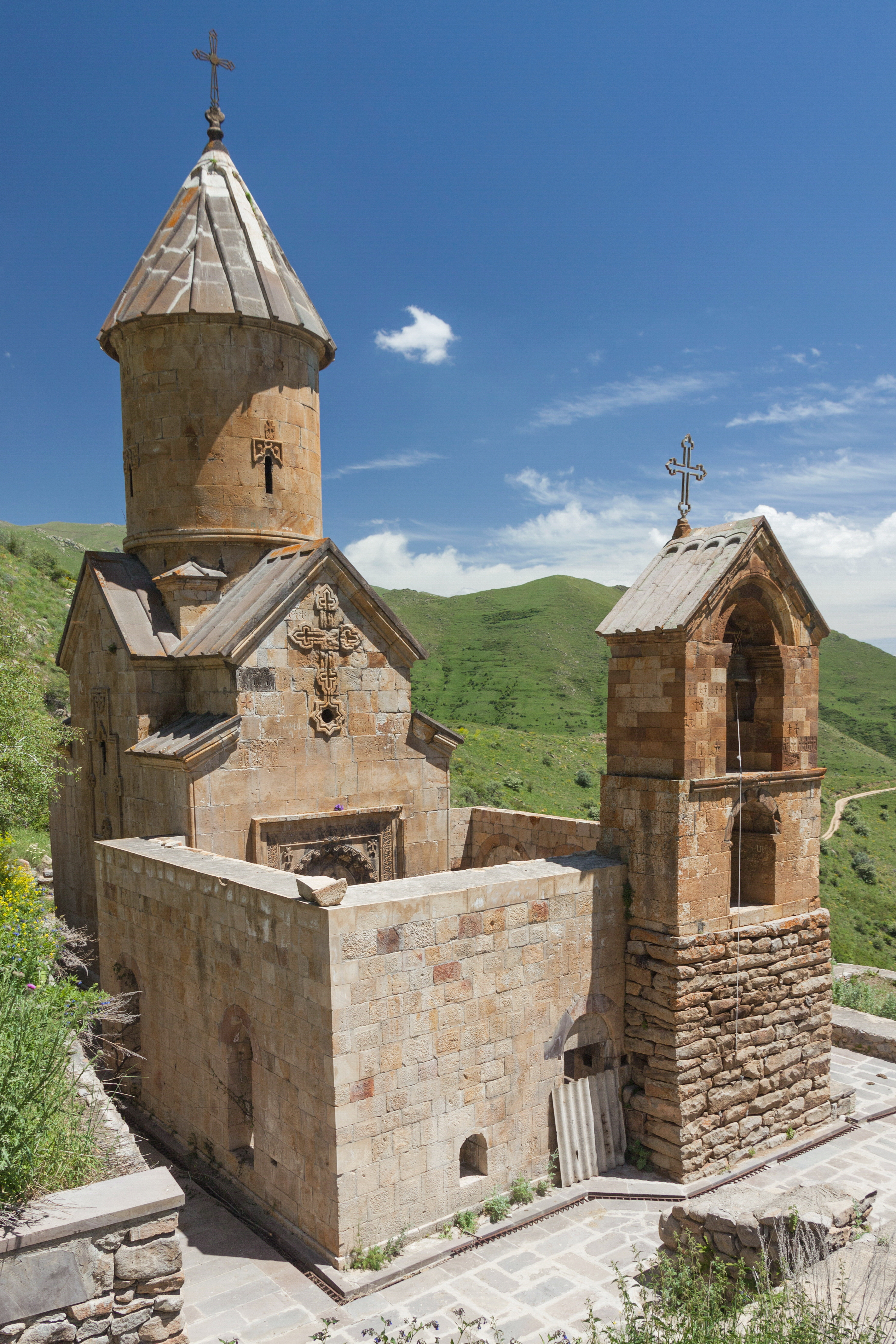
Surb Astvatsatsin mit Vorhof und Glockenturm von Nordwesten

Möglicherweise gab es ab dem 7. Jahrhundert eine Mönchsniederlassung und eine kleine Kirche, von der Spuren gefunden wurden. Das Konvent von Spitakavor lässt sich nach einer Inschrift bis auf das Jahr 1321 zurückführen, als die Muttergotteskirche fertiggestellt wurde. Der Auftraggeber für den Bau war vermutlich der 1318 verstorbene Fürst Eachi (Tschatschi) der armenischen Proschian-Familie, die ab der ersten Hälfte des 13. Jahrhunderts von ihrem Hauptsitz Jeghegis unabhängig über das Gebiet regierte. Unter Eachis Sohn Amir Hasan II. wurde die Kirche vollendet. Die Proschian-Familie ließ dem Kloster Stiftungen zukommen und beauftragte auch den Bau des Glockenturms, der inschriftlich 1330 für ein Mitglied der Proschian-Familie namens Yovhannes und seiner Gemahlin Tatsch fertiggestellt wurde.
Die bis Anfang des 14. Jahrhunderts andauernde kulturelle Blütezeit war beendet, als es nach dem Tod des Ilchanen Abu Sa'id 1335 unter den mongolischen Prinzen zu Streitigkeiten um die Nachfolge des Ilchanats kam, die zu einem 20-jährigen Bürgerkrieg, zu anarchischen Zuständen in der Region und zum Zusammenbruch des mongolischen Reichs in Persien führten. Die Universität Gladzor, die bis dahin bedeutendste Bildungseinrichtung des mittelalterlichen Armenien, die ihren Sitz vermutlich im Kloster Tanahat hatte, musste deshalb 1338 geschlossen werden. Einer ihrer Absolventen, der Philosoph Hovhannes Vorotnetsi (1315–1388/98) zog sich nach Süden in den Machtbereich der Orbelian-Familie in die heutige Provinz Sjunik zurück, wo er zunächst im Kloster Vorotnavank unterrichtete, bevor er die Universität des Klosters Tatew gründete. In Wajoz Dsor entwickelte sich nun Spitakavor zu einer bis in die zweite Hälfte des 15. Jahrhunderts bedeutenden Hochschule und zum kulturellen Zentrum im Herrschaftsbereich der Proschian-Fürsten. Einige Manuskripte des zu jener Zeit im Fachbereich Kalligrafie wirkenden Philologen Vardapet Avakter blieben erhalten.
Anschließende Angriffe der Timuriden zerstörten die Verteidigungsanlagen und Nebengebäude des Klosters, die nicht wiederaufgebaut wurden. Die Mönche zogen sich in sicherere Gebiete weiter nach Süden zurück. Bis 1604 scheinen jedoch in der Kirche noch Gottesdienste abgehalten worden zu sein. In diesem Jahr ließ der persische Schah Abbas I. viele Armenier nach Isfahan deportieren. Danach war die gesamte Region von ihren Bewohnern verlassen. Die Kirche wurde 1971 bis 1972, zur Zeit der Sowjetrepublik Armenien, und zuletzt 2006 restauriert.
In Spitakavor befindet sich das Grabmal des armenischen Politikers und Militärs Garegin Nschdeh (1886–1955), der als Mitglied der Armenischen Revolutionären Föderation in den Balkankriegen und im Ersten Weltkrieg gegen Russland und das Osmanische Reich für ein unabhängiges Armenien kämpfte und von den Armeniern als Nationalheld verehrt wird. Er starb in sowjetischer Gefangenschaft. 1987 wurde seine Asche heimlich hierher gebracht und 1989 an der Südwand der Kirche ein Grabstein und ein Chatschkar aus rosa Tuff aufgestellt.

## Klosteranlage

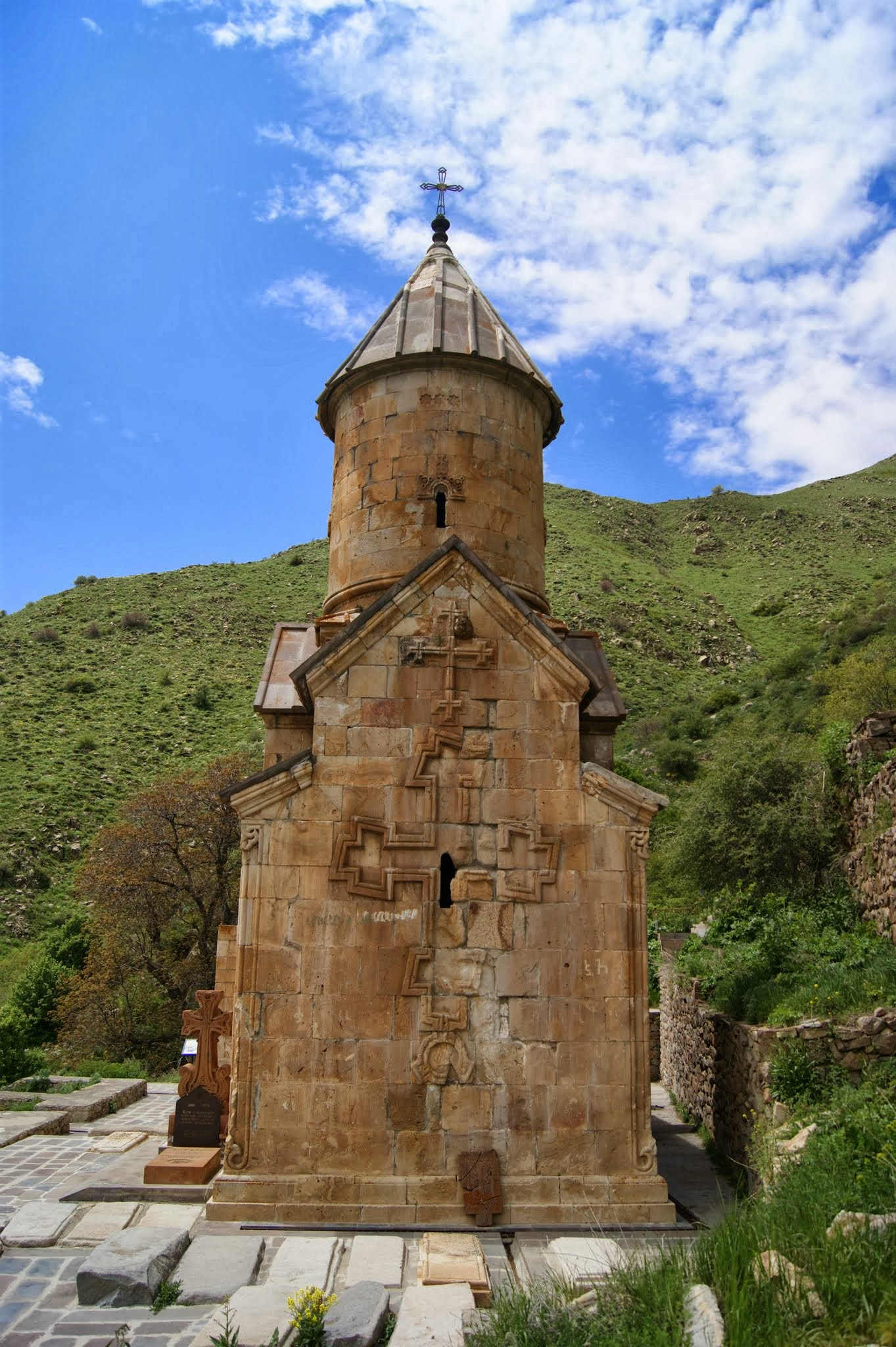
Ostseite mit asymmetrischem Kreuzrelief.

Auf einer kleinen ebenen Plattform am Hang oberhalb einer Quelle steht das aus der Kirche, einem im Westen vorgelagerten ummauerten Hof und dem Glockenturm bestehende Gebäudeensemble. Am Rand der Plattform sind die Grundmauern einiger Mönchsunterkünfte der insgesamt bescheidenen Einsiedelei zu sehen. Der Name Spitakavor Astvatsatsin, „Weiße Muttergotteskirche“ (von spitak, „weiß“) bezieht sich entweder auf das weiße (relativ helle) Vulkangestein Felsit, aus dem die sauber gefügten Blöcke der Wände bestehen oder auf eine „weiße Madonna“, eine Ikone mit weißem Mantel, die hier aufbewahrt und der die Kirche gewidmet gewesen sein könnte.
Die Surb Astvatsatsin ist die in Armenien seltene Form einer einschiffigen Kuppelkirche mit einer hufeisenförmigen Apsis an der Ostseite und einem nach Westen verlängerten Hauptraum. Die zentrale Kuppel wird von den Wandecken der Apsis und gegenüber von breiten Pfeilervorlagen mit zusätzlich vorgestellten Halbsäulen getragen. Die vier Ecken des quadratischen Zentralraums sind untereinander durch Gurtbögen verbunden, die im Norden und Süden schmale halbkreisförmig umrahmte Nischen bilden. Für den Übergang vom Quadrat zum kreisrunden, durch eine Hohlkehle gebildeten Fußkranz des Tambours sorgen Pendentifs. Der Tambour ist außen ebenfalls kreisrund und ungewöhnlich hoch. Die Kuppel wird von einem Kegeldach aus Steinplatten überragt, das eine weit vorkragende Traufe bildet. Die einzigen Lichtquellen sind vier schmale Fensterschlitze in den Haupthimmelsrichtungen am Tambour, jeweils eine Öffnung in derselben Größe am Nord- und Südgiebel sowie in der Apsis.
Der Innenraum ist schmuckvoll ausgestaltet. Ein umlaufendes mehrstufiges Gesims bildet wie bei der ebenfalls 1321 datierten Areni-Kirche den Übergang zwischen Apsisrückwand und Apsiskalotte, zwischen Wand und Giebelfeld und fungiert als Kapitell zwischen Wandvorlagen und Gurtbögen. In die Seitenwände der westlichen Erweiterung sind im unteren Bereich Nischen mit Muqarnas-Abschluss eingetieft. Hinzu kommt ein reicher plastischer Figurenschmuck an den Wänden. Die vordere Wand des Bema (Altarpodest) wurde von einer Deësis gestaltet, einer Szene mit Christus in der Mitte, dem Maria und Johannes der Täufer, ferner die Apostel Petrus und Paulus beigesellt sind. Die Platten befinden sich heute im Historischen Museum in Jerewan. In situ erhalten blieb dagegen die Büste Gottes am oberen Schlussstein der Apsiskalotte. Auf einem anderen Reliefstein knien zwei Figuren gegenüber und halten ein Modell der Kirche zwischen sich. Dargestellt sind vermutlich die beiden Stifter, Fürst Eachi und sein Sohn Amir Hasan II.

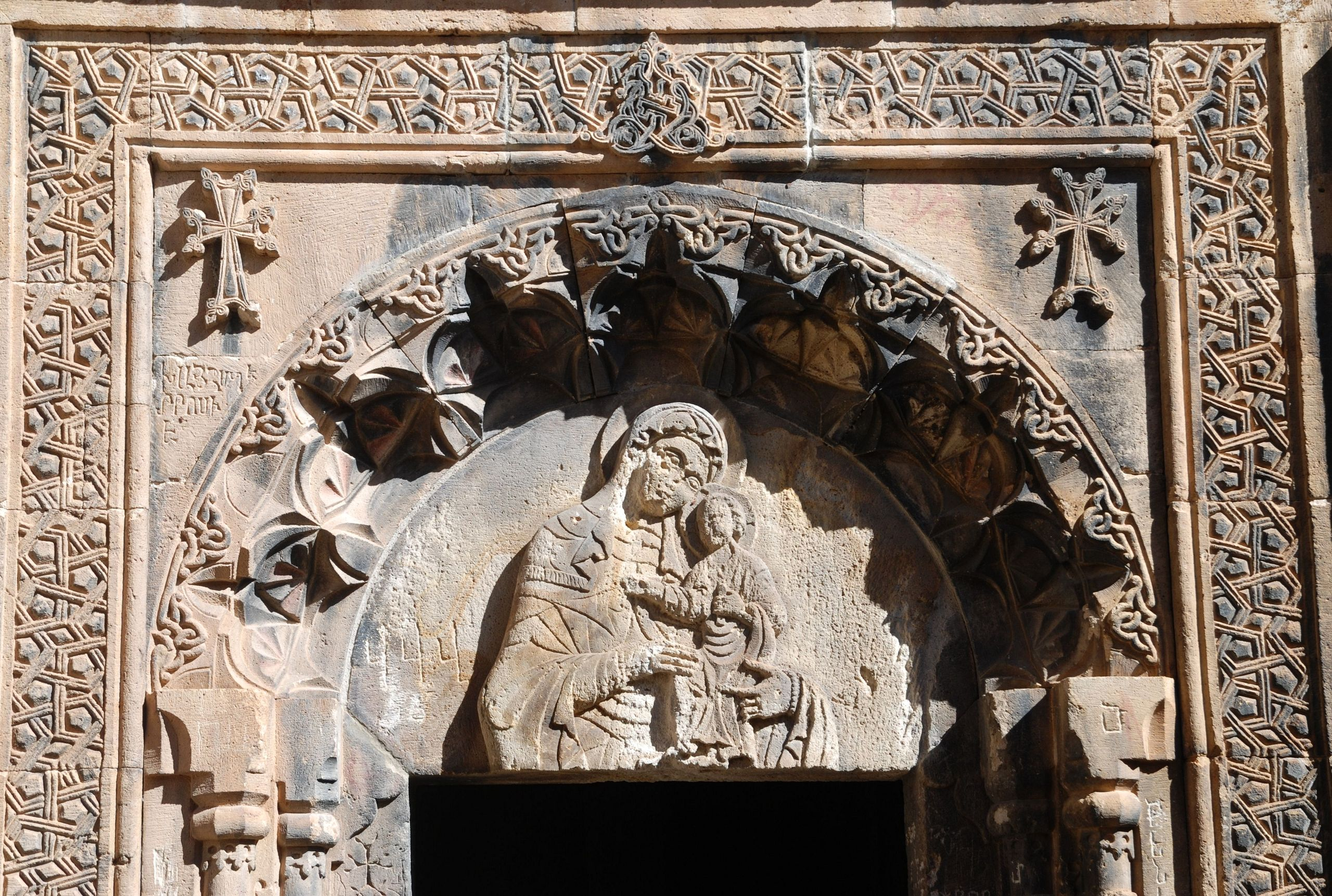
Tympanon mit Mariendarstellung über dem Westportal

Die durch fächerförmige Mulden und verschlungene Stege gebildete Archivolte umgibt halbkreisförmig das Tympanon außen über dem einzigen Eingang im Westen. In der Mitte hält Maria das Jesuskind in ihrem linken Arm. Die Form der Körperhaltung entspricht einer Hodegetria, während der seitlich liebevoll zum Kind geneigte Kopf den Marientypus der Eleusa übernimmt.
Einige weitere Figurenreliefs, die innen und außen an den Wänden angebracht waren, befinden sich heute im Historischen Museum in Jerewan. Auf einem Relief ist in einer Jagdszene der alte Fürst Eachi mit Bart dargestellt, wie er ruhig sitzt und den Bogen in der rechten Hand hält. Auf dem Kopf trägt er einen typischen kegelförmigen Hut. Er weist seinen jungen Sohn Amir Hasan in die Jagdkunst ein. In der nächsten Szene erlegt der erwachsene Amir Hasan in einem langen mongolischen Gewand zu Pferd mit Pfeil und Bogen eine Hirschkuh. Bei mehreren Figuren in Spitakavor, deren Gesichter durch hervorstehende Backenknochen und mongolische schmale Augen gekennzeichnet sind, zeigt sich der Einfluss zeitgenössischer islamischer Kunst. Es lassen sich Parallelen zu seldschukischen Bauwerken in Anatolien aufzeigen.

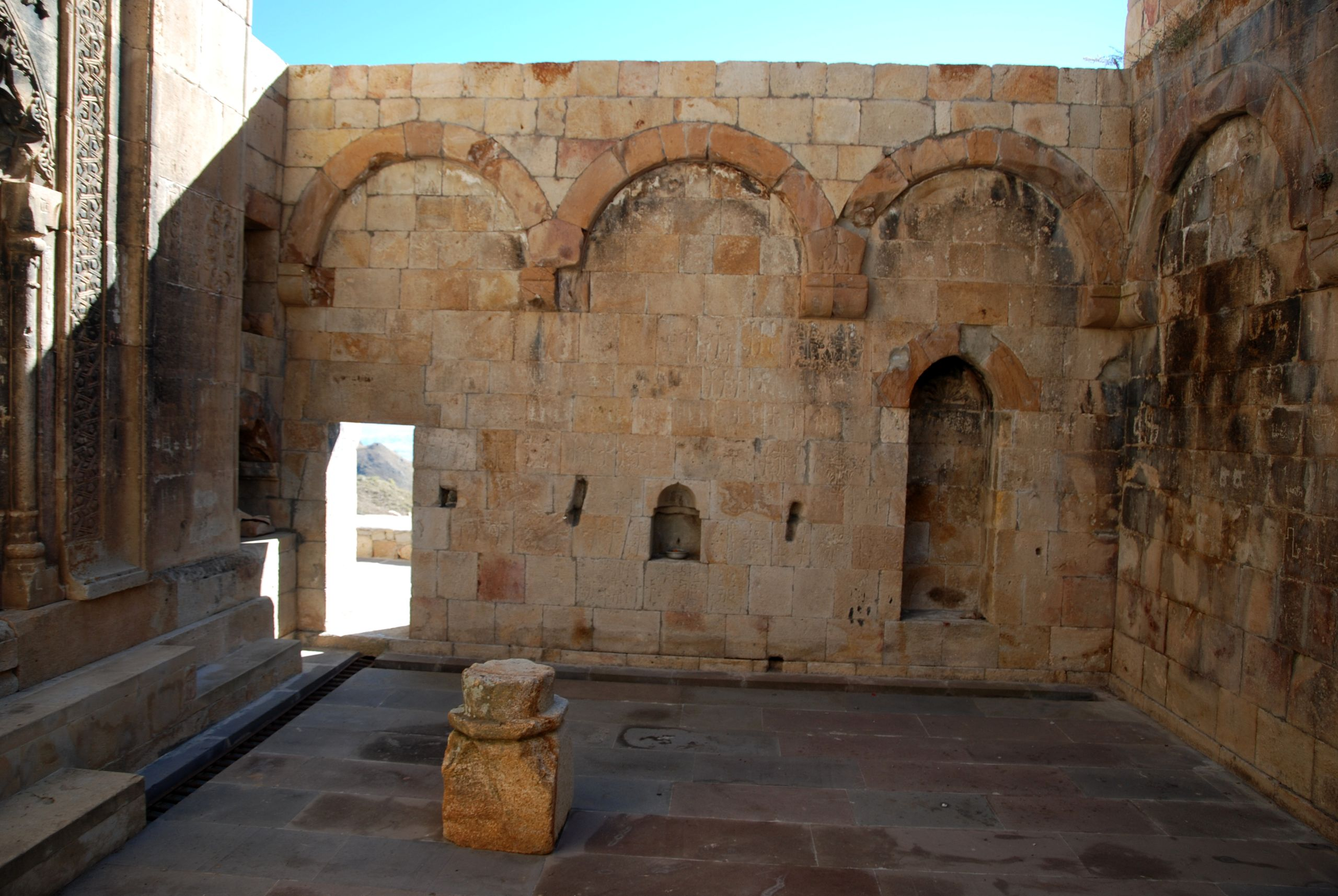
Vorhof, links Portal der Kirche. Die Wände lassen keine Rückschlüsse auf eine frühere Überdachung zu.

Die großen Kreuzreliefs, mit denen an den Giebelseiten die Fenster eingerahmt sind, und weitere elegante ornamentale Details haben zu der Vermutung geführt, dass die Bildhauer vielleicht Schüler von Momik waren, auf den der Entwurf der Areni-Kirche zurückgeht. Möglicherweise waren sie auch beim Bau der Mausoleumskirche des Klosters Norawank engagiert. Das Kreuzrelief an der Ostseite ist besonders auffällig. Seine Arme enden in asymmetrischen fünfeckigen Sternen.
Eine der zahlreichen Inschriften ist bemerkenswert, weil sie den Landkauf eines Armeniers von einem Juden erwähnt. Das verkaufte Land lag im Dorf Srkoghovk (heute Wernaschen). Konnten hier Juden Land besitzen, so scheinen sie in einer für das Mittelalter toleranten Umgebung gelebt haben. Die Anwesenheit von Juden wird auch durch andere Inschriften in Wajoz Dsor und den jüdischen Friedhof in Jeghegis belegt.
Vor der Westfassade ist ein breiterer rechteckiger Hof vorgebaut. Er hat die typische Lage und Abmessungen eines Gawit. Es ist jedoch nicht erwiesen, ob der Hof mit raumhohen Wänden jemals überdacht war. Der Hof ist vollständig geschlossen bis auf den Haupteingang im Westen, zwei Durchgänge im Norden und einen im Süden. In die Südwestecke des Hofes ist ein schlanker Glockenturm integriert, dessen untere Zone mit ungleichmäßigen Lagen von Hausteinen nicht zu den ansonsten sorgfältig geglätteten Quadern der Außenwände passt. Darüber folgt eine niedrige zweite Zone mit einer halbrunden Nische in der Mitte und oben der höhere eigentliche Glockenturm mit einem Satteldach.